# Rote Platterbse
Die Rote Platterbse  (Lathyrus cicera), auch Kicher-Platterbse genannt, ist eine Pflanzenart aus der Gattung Platterbsen (Lathyrus).

## Beschreibung

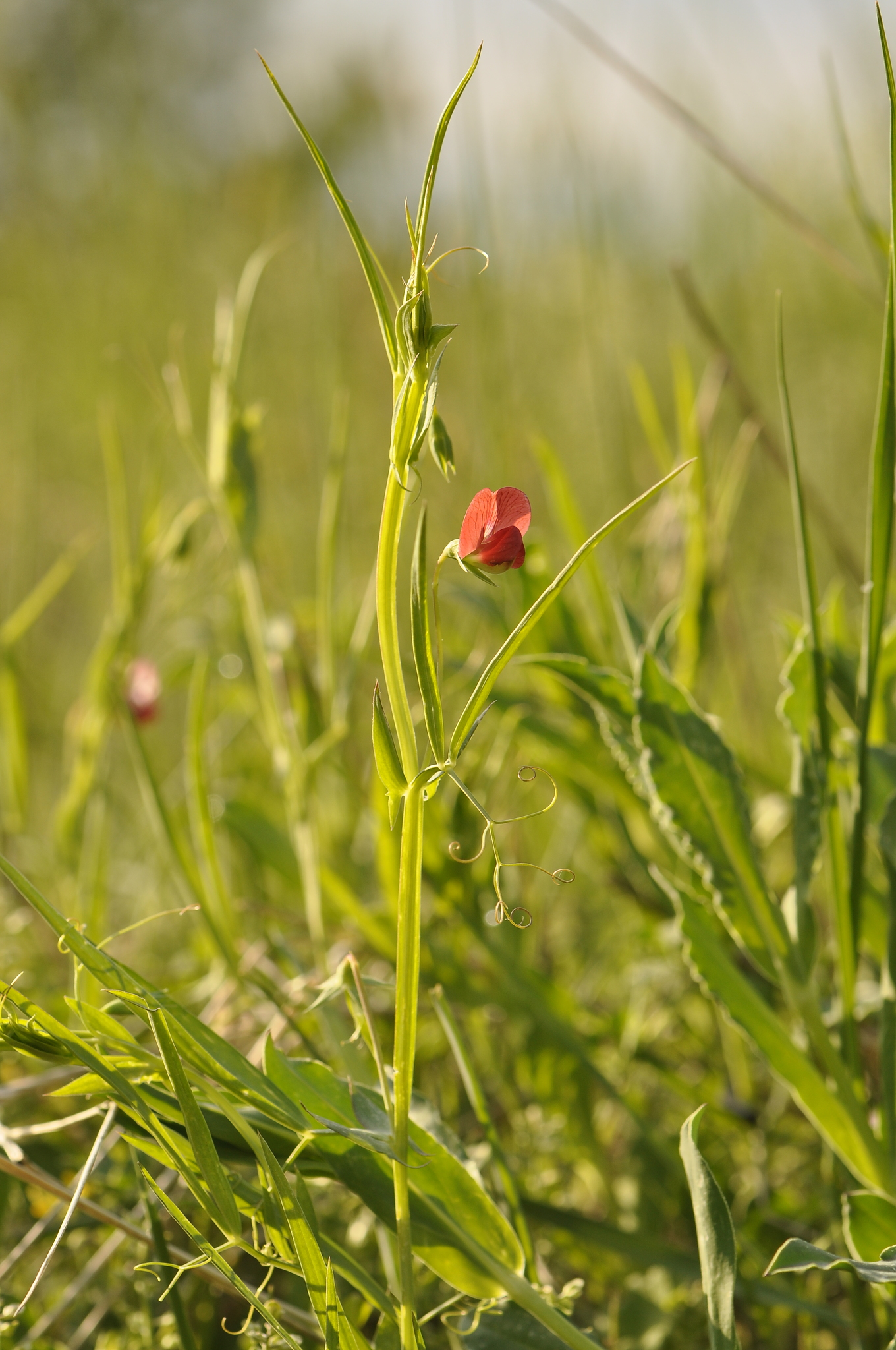
Habitus

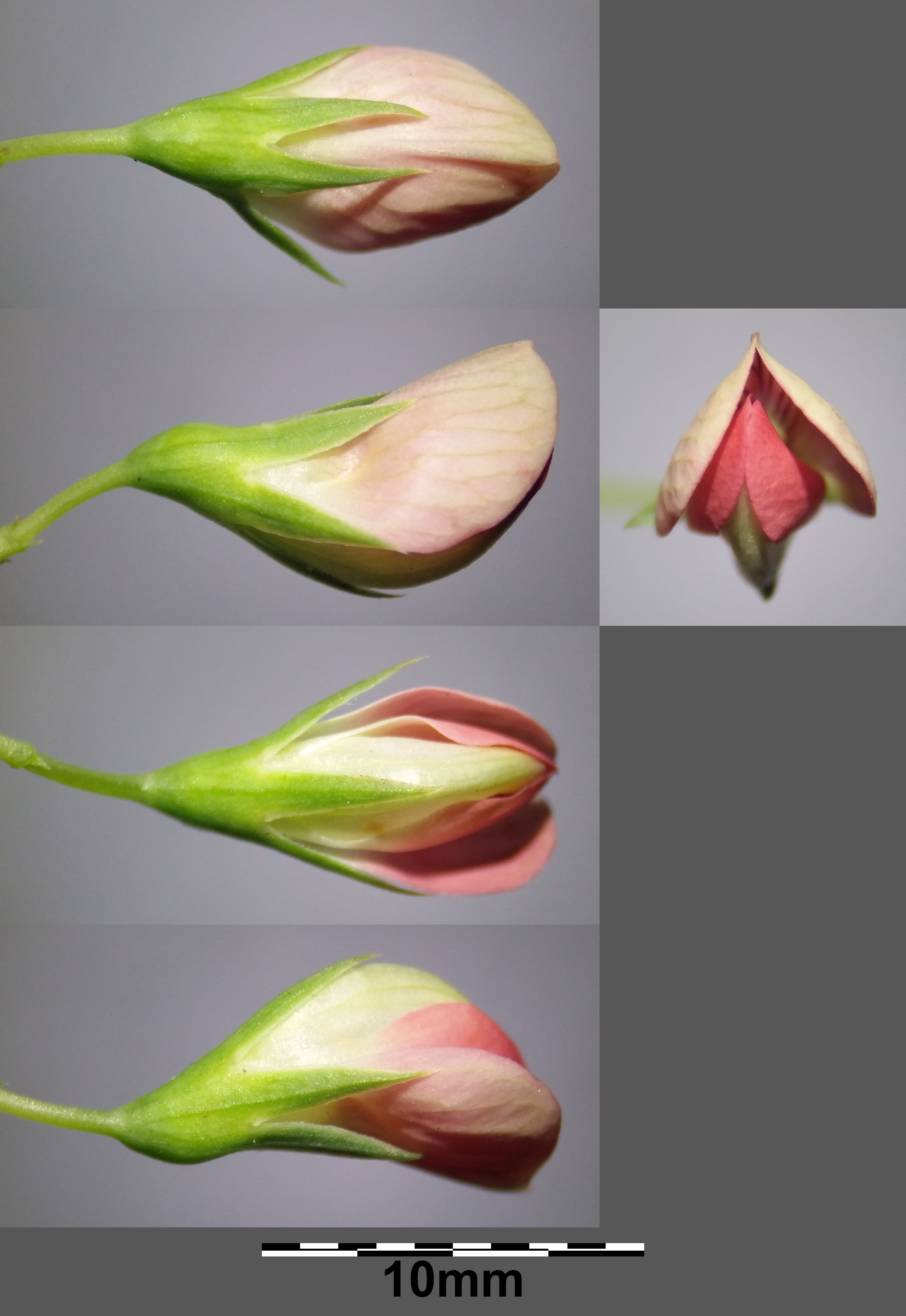
Blüte

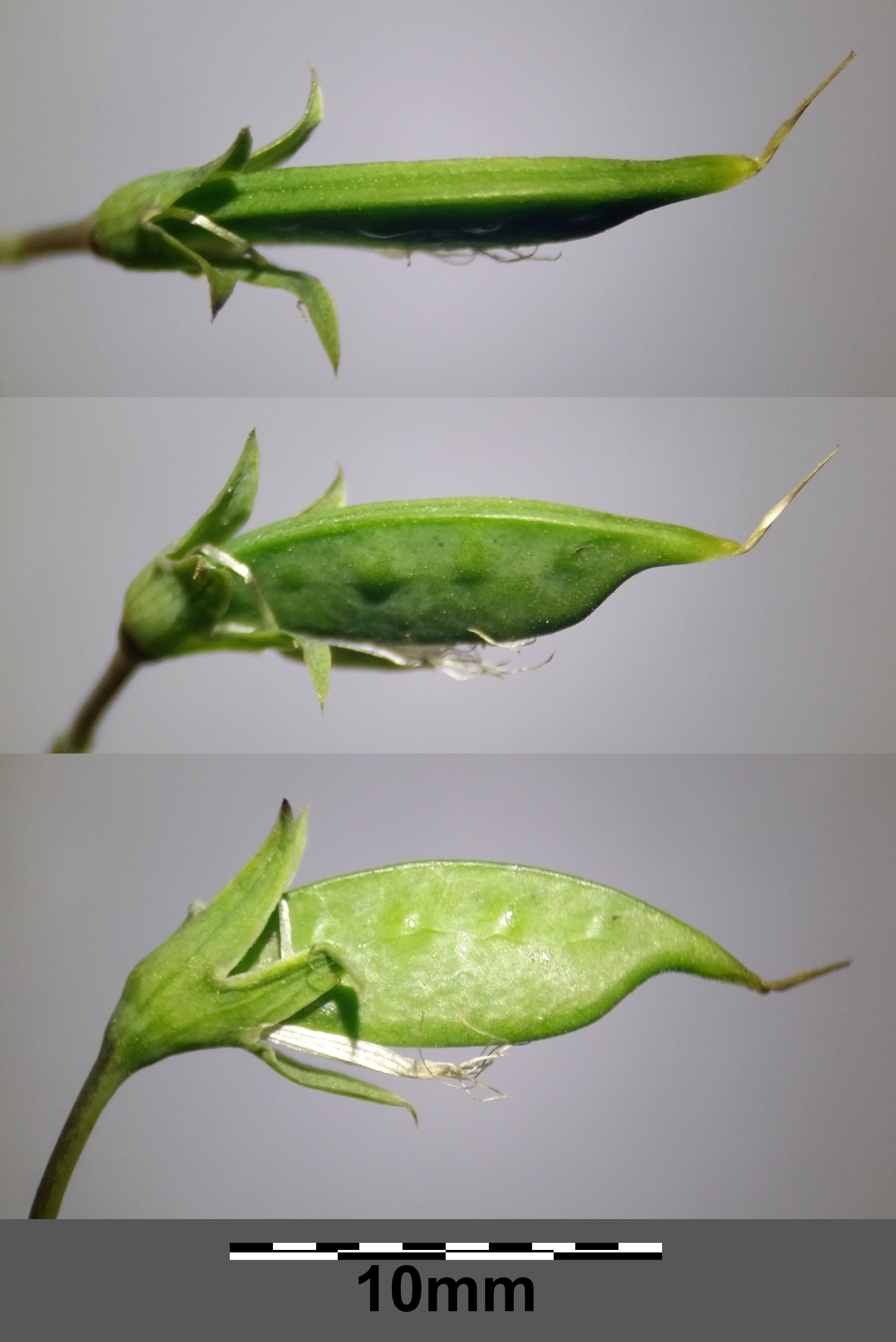
Frucht

### Vegetative Merkmale
Die Rote Platterbse ist eine einjährige krautige Pflanze, die Wuchshöhen von 15 bis 50 Zentimetern erreicht. Ihre niederliegende, aufsteigende oder aufrechte Stängel sind einfach oder am Grund verzweigt, meist dünn und schmal geflügelt. Alle Pflanzenteile sind kahl.
Die wechselständig angeordneten Laubblätter sind in Blattstiel und -spreite gegliedert. Der schmal geflügelte Blattstiel ist 1 bis 2 Zentimeter. Die gefiederten Blattspreiten bestehen aus einem, sehr selten aus zwei Paaren von Fiederblättchen. Die unteren Laubblätter enden in einer Granne, die oberen in einer einfachen oder ästigen Ranke. Die Fiederblättchen sind von sehr stark wechselnder Länge und sind bei einer Länge von bis zu 9 Zentimetern sowie einer Breite von bis zu 5 Millimetern eilanzettlich bis linealisch. Die kahlen bis bewimperten Blättchen der unteren Laubblätter enden stumpf, die der oberen spitz. Die geöhrten Nebenblätter sind etwa so lang oder länger als die Blattstiele und etwa so breit wie die Blättchen; sie sind halb-spießförmig, ganzrandig oder etwas gezähnt und oft bewimpert.

### Generative Merkmale
Die Blütezeit reicht von April bis Juli. Die kurz gestielten Blüten stehen stets einzeln in den Achseln eines schuppenförmigen Tragblatts.
Die zwittrige Blüte ist zygomprph und fünfzählig mit doppelter Blütenhülle. Die Schmetterlingsblüten sind 5 bis 14 Millimeter lang. Die unter sich fast gleichen fünf spitzen Kelchzipfel sind schmal-eiförmig und 2 bis 3 mal so lang als die Kelchröhre. Die Kronblätter sind trüb-rot, nur das Schiffchen ist weißlich und am oberen Ende etwas violett. Die Fahne ist wenig länger als die Flügel. Die Staubbeutel sind purpur-violett.
Die kahle Hülsenfrucht ist 20 bis 35 Millimeter lang und 5 bis 9 Millimeter breit. Sie haben auf der Rückennaht zwei feine Kiele. Jede Hülsenfrucht enthält zwei bis sechs Samen. Die Samen sind kantig.
Die Chromosomenzahl beträgt 2n = 14.

## Vorkommen
Die Rote Platterbse kommt auf den Kanaren, Madeira, in Süd-, Osteuropa, Nordafrika und in West- und Zentralasien bis Kasachstan und Pakistan vor. In Mitteleuropa kommt sie nur in der Schweiz vor. In der Schweiz gedeiht sie in kalkreichen Äckern des Verbands Caucalidion.
Die ökologischen Zeigerwerte nach Landolt et al. 2010 sind in der Schweiz: Feuchtezahl F = 2 (mäßig trocken), Lichtzahl L = 4 (hell), Reaktionszahl R = 3 (schwach sauer bis neutral), Temperaturzahl T = 4+ (warm-kollin), Nährstoffzahl N = 3 (mäßig nährstoffarm bis mäßig nährstoffreich), Kontinentalitätszahl K = 3 (subozeanisch bis subkontinental).

## Taxonomie
Die Erstveröffentlichung von Lathyrus cicera erfolgte 1753 durch Carl von Linné in Species Plantarum, Tomus 2, Seite 730. Ein Synonym für Lathyrus cicera L. ist Lathyrus aegaeus Davidov.

## Inhaltsstoffe
Die Samen schmecken bitter.

## Nutzung
Die Rote Platterbse wurde gelegentlich auch angebaut.